# غنا در المپیک تابستانی ۲۰۲۴
کاروان المپیکی غنا، یکی از کاروان‌های شرکت‌کننده در بازی‌های المپیک تابستانی ۲۰۲۴ بود. این دوره از بازی‌ها از ۲۶ ژوئیه تا ۱۱ اوت ۲۰۲۴ (۵ تا ۲۱ امرداد ۱۴۰۳ خورشیدی) به میزبانی پاریس، پایتخت فرانسه برگزار شد. این حضور، شانزدهمین حضور کاروان غنا در المپیک پس از نخستین حضور در المپیک ۱۹۵۲ (با عنوان ساحل طلا) بود. غنا المپیک ۱۹۷۶ مونترال و المپیک ۱۹۸۰ مسکو را تحت رهبری ایالات متحده،  تحریم کرد.

## شرکت‌کنندگان
فهرست ورزشکاران این کاروان به شرح زیر است.
| ورزش        | مردان | زنان | مجموع |
| ----------- | ----- | ---- | ----- |
| دو و میدانی | ۵     | ۱    | ۶     |
| شنا         | ۱     | ۱    | ۲     |
| مجموع       | ۶     | ۲    | ۸     |